# PSION
PSION（サイオン）は、1980年に設立されたイギリスのハンドヘルドコンピューターメーカー。
正式名称は「PSION COMPUTER PLC」。「PSION」のPはサイレント・レターなので、「サイオン」と発音する。社名は設立者である英国物理学者デービッド・ポッターに由来し、「Potter Scientific Instruments Or Nothing」の頭文字を取ったとされている。

## 概要

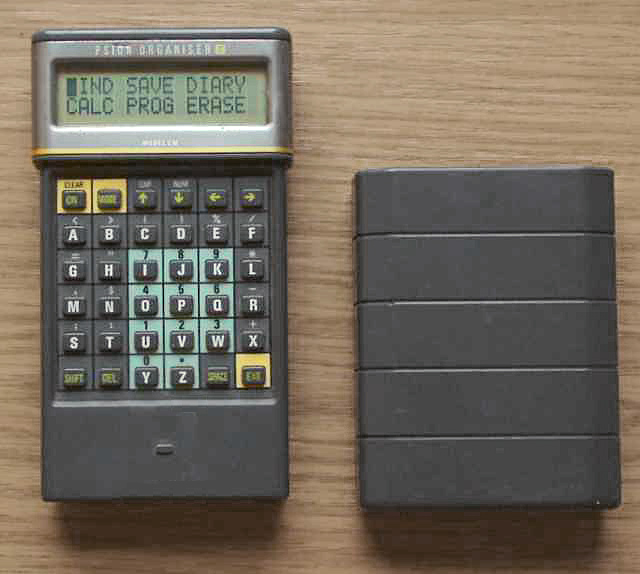
Psion Organiser II

設立当初は英シンクレア・リサーチ社のPC向けソフトウェアハウスとしてスタートした。その後ハードウェアの設計開発にも進出。
1984年、携帯情報端末・Psion Organiserを発売。
1986年、Psion OrganiserIIを発売し欧州で評判となる。

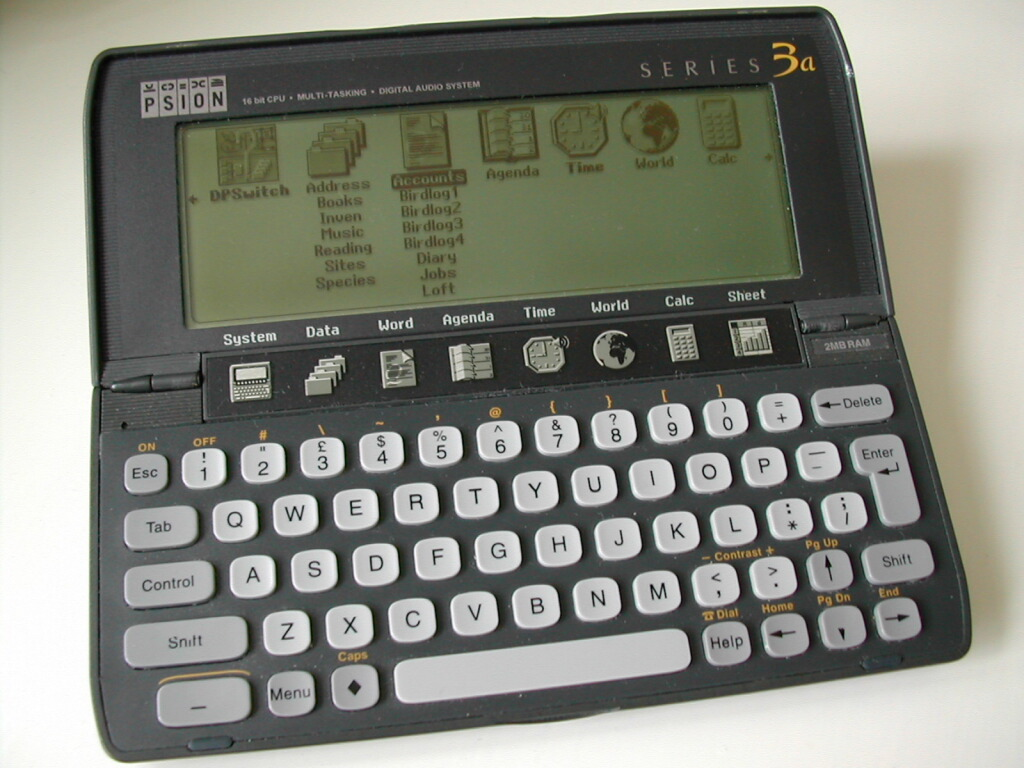
Psion Series 3

1987年 EPOCと呼ばれる16ビットOS（SIBO/EPOC16）を開発。EPOCは"Electronic Piece Of Cheese"の略。以降、1991年にはEPOC16を搭載したPsion 3を、1993年にはPsion 3a、1996年にPsion 3cとPsion Siena、1998年にはPsion 3mxと、立て続けに発売し欧州でヒットする。
1990年半ばEPOC OSはARMアーキテクチャ のCPUで動作する32ビットマルチタスクOSとしてC++言語にて全面的に書き換えられた。
1997年、こうして完成したOS・EPOC32を搭載したPSION Series 5が発売開始。内蔵アプリケーションの洗練された機能性、グラフィックインターフェースEIKONによるPCライクな操作性、Psion Organiserから脈々と引き継がれてきた開発言語OPLによるアプリケーション開発の汎用性、単三乾電池で動作する利便性、デザインと機能のバランスが良く欧州で大ヒットとなり欧州のPDAマーケットを開拓した。
同年、欧州経済誌協会より「The European Company of the Year」に選ばれ、欧州を代表する優良企業の一つとなる。OSのライセンス事業にも進出しGeofox one（Geofox 1997）、Osaris（Oregon Scientific 1998）などの機種が生まれたが、販売は不振だった。

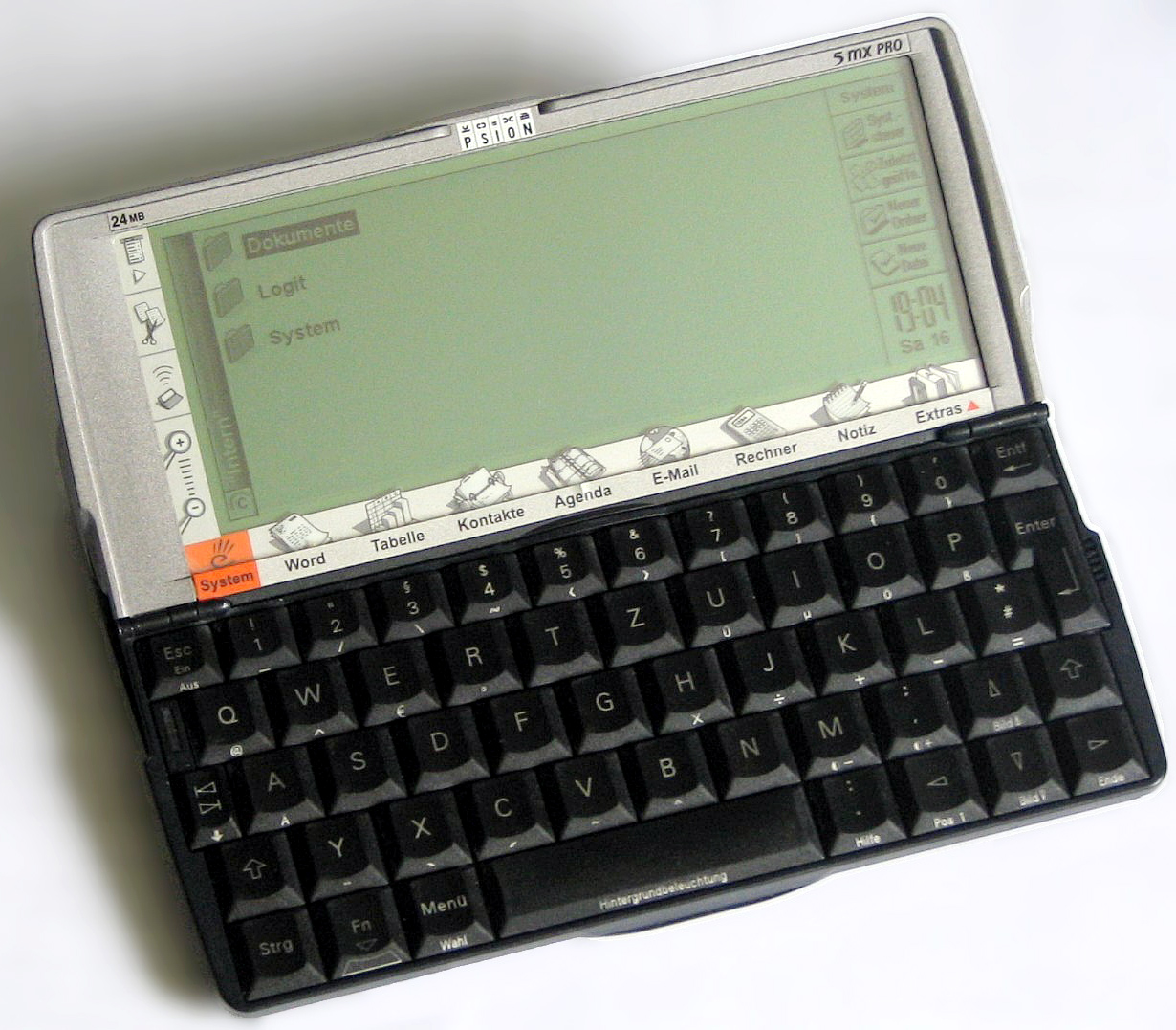
Psion Serie 5

1998年にはSeries 5の日本語対応版が株式会社管理工学研究所で開発済みとのアナウンスがあったものの、実際の販売には至らなかった。その後OSをrelease5まで改訂し、動作速度、メモリ容量を増強したSeries 5mx（1999年）、Series 5mx Pro（ドイツ版1999年・日本語版2001年）、Ericsson MC218（Series 5mx OEM・1999年）、Revo（1999年）、Revo plus（2000年）、618C（revo中国語版・2001年）、Diamond Mako（revo plus OEM・2000年）、Series 7（1999年）、NetBook（1999年）、netPad（1999年）等、多くのEPOC搭載機が発売された。
日本では株式会社エヌフォー（Enfour）が1999年7月にSeries5向け日本語入力／表示ソフトウェア「UniFEP for EPOC」、同年11月にSeries 5mx/revo向け「UniFEP V2」を発売。単文節変換ながら日本語での利用が可能となった。さらに2001年PSION 5mx Pro日本語版では「UniFEP Pro」がOS内部に組み込まれ連文節変換にも対応した。
1998年、PsionはOS開発部門をSymbian Software Limitedとして分社化。Ericsson、Motorola、Nokia、松下通信工業等共同出資のジョイントベンチャー企業となる。
2000年、EPOC OSはSymbian OSと名称変更。スマートフォン向けOSとして転身を図る。同年、NOKIAがSymbian release6を搭載した9210 Communicatorを発売。同年、カナダの物流情報機器メーカTeklogix社を買収。Psion Teklogixと改称し物流端末事業に進出。
2002年、QWERTYキーボードタイプのPDA市場が急激に縮小。キーボードレスタイプのPalmやPocket PC等のPDAに販売シェアを大きく奪われ,販売不振を理由に一般消費者向け販売からの撤退を発表。
2003年、Psion Teklogix社は販売する物流情報端末のOSをEPOCからMicrosoft Windows CEに変更すると発表。
2004年、PSIONは所有するSymbian株31.1％全てを売却すると発表。この株の過半数をNokiaが取得。PSIONはソフトウエア開発事業から実質的に撤退することとなった。
なお、Series "4"の名称が存在しないのは、販路開拓先である日本・中国では縁起の悪い数字とされているからである。
2008年、ネットブックの商標（Netbook）を所有しているとして、イギリスのネットブックのファンサイトに対し商標の使用停止を求めるメールを一斉に送ったことが話題になった。